# Vincent Sheheen
Vincent Austin Sheheen (Camden, 29 de abril de 1971) es un miembro demócrata del Senado de Carolina del Sur. Desde 2004, ha representado al Distrito 27, que comprende los condados de Chesterfield, Kershaw y Lancaster. Anteriormente fue miembro de la Cámara de Representantes de Carolina del Sur desde 2000 hasta 2004. Él era el candidato demócrata para Gobernador de Carolina del Sur, pero perdió por poco contra Nikki Haley.